# Giovanni Casimiro di Sassonia-Coburgo
Giovanni Casimiro di Sassonia-Coburgo (Gotha, 12 giugno 1564 – Coburgo, 16 luglio 1633) fu duca di Sassonia-Coburgo.

## Biografia
Fu il terzo dei figli di Giovanni Federico II di Sassonia e di Elisabetta di Wittelsbach-Simmern, ma l'unico sopravvissuto.
Dopo la Reichsexekution contro i Gotha nel 1567 il padre perse le proprie terre e la propria libertà. Di conseguenza Giovanni Casimiro - come del resto il fratello maggiore Federico Enrico (che morì nel 1572 all'età di 11 anni), il fratello minore Giovanni Ernesto e la loro madre - visse dapprima a Eisenach, e poi a Hofe, il castello dello zio Giovanni Guglielmo a Weimar, e finalmente ad Eisenberg.
Nel 1570, durante la Dieta di Spira i figli cercarono di riottenere i propri diritti. Successivamente la loro madre si trasferì in Austria, mentre venne siglato il trattato di partizione (la Divisione di Erfurt, 1572) con lo zio Giovanni Guglielmo. I due fratelli ricevettero il Ducato di Sassonia-Coburgo-Eisenach: questo consisteva nelle città di Gotha, Hildburghausen e Eisenach, ed alcune aree nel sud-est della Turingia.
Tutori dei figli erano Giovanni Giorgio di Brandeburgo, il nonno materno Federico III di Baviera, e Augusto di Sassonia. Dal 1578 al 1581 Giovanni Casimiro studiò all'Università di Lipsia.
Nel 1584 venne fatto sposare con Anna, figlia di Augusto di Sassonia; il matrimonio si compì però due anni più tardi, il 16 gennaio 1586, nella città di Dresda.

Ma solo alla morte del suocero (11 febbraio 1586),  Giovanni Casimiro (all'età di 22 anni) e suo fratello Giovanni Ernesto furono in grado di prendere il pieno controllo dei loro possedimenti.
Nel 1596 Giovanni Casimiro e Giovanni Ernesto divisero i loro territori: Giovanni Ernesto ottenne il Ducato di Sassonia-Eisenach e Giovanni Casimiro continuò a governare Coburgo da solo; il suo ducato comprendeva: Coburgo, Rodach, Gestungshausen, Heldburg, Hildburghausen (1/2 signoria), Römhild, Eisfeld, Schalkau, Sonneberg, Neustadt, Neuhaus, Mönchröden e Sonnefeld.
Sotto il regno di Giovanni Casimiro lo stato di Coburgo conobbe un periodo di splendore e di notevole incremento edilizio, e molte di queste costruzioni esistono ancor oggi. Il Castello di Ehrenburg venne trasformato in un castello rinascimentale e vi venne insediato il Veste Coburg, una fortezza nazionale con il deposito dell'arsenale, inoltre furono aggiunti degli edifici governativi nella piazza del mercato. Nella Morizkirche Giovanni Casimirò fece edificare, nel 1598,  una tomba di alabastro alta dodici metri per la sua famiglia, che è reputata essere una delle più belle tombe rinascimentali della Germania. Nel 1601 inoltre, egli diede vita al Gymnasium Casimirianum, arricchendo la biblioteca del proprio castello con nuovi volumi ereditati, e, nel 1602, scegliendo il compositore Melchior Franck come Hofkapellmeister (Maestro di Cappella d'Alta Musica).
Politicamente fu molto abile ed in grado di rendere sicure le proprie terre. Egli proclamò un documento per la chiesa luterana della regione che poneva il Duca nel ruolo di Summus Episcopus. Questo provvedimento venne in seguito adottato anche da altri principi luterani. Nel 1589 egli stabilì la propria autorità di legge sui territori della chiesa di Coburgo: la Hofgericht (Tribunale speciale per nobiluomini), l'Appellationsrat (la Corte d'appello), la Schoeppenstuhl (la Corte di giustizia) e il Konsistorium del 1593, vennero creati da lui. Egli, inoltre, fu in grado di rimanere neutrale durante la Guerra dei Trent'anni sino al 1629, pur subendone spesso i disagi. Al suo ingresso nell'Alleanza Svedese del 1632, le truppe imperiali e bavaresi tentarono, inutilmente, di assediare il Veste, ma Giovanni Casimiro riuscì a fuggire in Turingia.
Nel 1593 egli accusò la moglie di adulterio ed ottenne l'annullamento del matrimonio. Anna venne tenuta prigioniera nel Veste Coburg sino alla morte, avvenuta nel 1613. Nel frattempo, il 16 settembre 1599, Casimiro sposò in seconde nozze Margherita di Brunswick-Lüneburg, a Coburgo, .
Alla sua morte, non avendo una discendenza, il suo principato passò in eredità al fratello più giovane, Giovanni Ernesto di Sassonia-Eisenach.

## Ascendenza
|                                                           |                                              |                                                  | Genitori                                                                                 |  |  | Nonni |  |  | Bisnonni                                  |  |  | Trisnonni                                   |  |
|                                                           |                                              |                                                  |                                                                                          |  |  |       |  |  | Giovanni, X principe elettore di Sassonia |  |  | Ernesto, VIII principe elettore di Sassonia |  |
|                                                           |                                              |                                                  |                                                                                          |  |  |       |  |  | Giovanni, X principe elettore di Sassonia |  |  | Ernesto, VIII principe elettore di Sassonia |  |
|                                                           |                                              | Elisabetta di Baviera                            |                                                                                          |  |  |       |  |  | Giovanni, X principe elettore di Sassonia |  |  |                                             |  |
| Giovanni Federico I, XI principe elettore di Sassonia     |                                              |                                                  |                                                                                          |  |  |       |  |  | Giovanni, X principe elettore di Sassonia |  |  |                                             |  |
|                                                           |                                              | Sofia di Mecleburgo-Schwerin                     | Magnus II, VI duca di Meclemburgo-Schwerin                                               |  |  |       |  |  |                                           |  |  |                                             |  |
|                                                           |                                              | Sofia di Mecleburgo-Schwerin                     | Magnus II, VI duca di Meclemburgo-Schwerin                                               |  |  |       |  |  |                                           |  |  |                                             |  |
|                                                           |                                              | Sofia di Mecleburgo-Schwerin                     | Sofia di Pomerania-Wolgast                                                               |  |  |       |  |  |                                           |  |  |                                             |  |
| Giovanni Federico II, I duca di Sassonia-Coburgo-Eisenach |                                              | Sofia di Mecleburgo-Schwerin                     |                                                                                          |  |  |       |  |  |                                           |  |  |                                             |  |
|                                                           |                                              | Giovanni III, V duca di Kleve                    | Giovanni II, IV duca di Kleve                                                            |  |  |       |  |  |                                           |  |  |                                             |  |
|                                                           |                                              | Giovanni III, V duca di Kleve                    | Giovanni II, IV duca di Kleve                                                            |  |  |       |  |  |                                           |  |  |                                             |  |
|                                                           |                                              | Giovanni III, V duca di Kleve                    | Matilde d'Assia                                                                          |  |  |       |  |  |                                           |  |  |                                             |  |
| Sibilla di Jülich-Kleve-Berg                              |                                              | Giovanni III, V duca di Kleve                    |                                                                                          |  |  |       |  |  |                                           |  |  |                                             |  |
|                                                           |                                              | Maria, IV duchessa di Jülich-Berg                | Guglielmo, III duca di Jülich-Berg                                                       |  |  |       |  |  |                                           |  |  |                                             |  |
|                                                           |                                              | Maria, IV duchessa di Jülich-Berg                | Guglielmo, III duca di Jülich-Berg                                                       |  |  |       |  |  |                                           |  |  |                                             |  |
|                                                           |                                              | Maria, IV duchessa di Jülich-Berg                | Sibilla di Brandeburgo                                                                   |  |  |       |  |  |                                           |  |  |                                             |  |
| Giovanni Casimiro, I duca di Sassonia-Coburgo             |                                              | Maria, IV duchessa di Jülich-Berg                |                                                                                          |  |  |       |  |  |                                           |  |  |                                             |  |
|                                                           | Giovanni II, IV conte del Palatinato-Simmern | Giovanni I, III conte del Palatinato-Simmern     |                                                                                          |  |  |       |  |  |                                           |  |  |                                             |  |
|                                                           | Giovanni II, IV conte del Palatinato-Simmern | Giovanni I, III conte del Palatinato-Simmern     |                                                                                          |  |  |       |  |  |                                           |  |  |                                             |  |
|                                                           | Giovanni II, IV conte del Palatinato-Simmern | Giovanna di Nassau-Saarbrücken                   |                                                                                          |  |  |       |  |  |                                           |  |  |                                             |  |
| Federico III, XI principe elettore del Palatinato         | Giovanni II, IV conte del Palatinato-Simmern |                                                  |                                                                                          |  |  |       |  |  |                                           |  |  |                                             |  |
|                                                           |                                              | Beatrice di Baden-Baden                          | Cristoforo I, VI margravio di Baden-Baden                                                |  |  |       |  |  |                                           |  |  |                                             |  |
|                                                           |                                              | Beatrice di Baden-Baden                          | Cristoforo I, VI margravio di Baden-Baden                                                |  |  |       |  |  |                                           |  |  |                                             |  |
|                                                           |                                              | Beatrice di Baden-Baden                          | Ottilia di Katzenelnbogen                                                                |  |  |       |  |  |                                           |  |  |                                             |  |
| Elisabetta del Palatinato                                 |                                              | Beatrice di Baden-Baden                          |                                                                                          |  |  |       |  |  |                                           |  |  |                                             |  |
|                                                           |                                              | Casimiro, VIII margravio di Brandeburgo-Kulmbach | Federico I, III margravio di Brandeburgo-Ansbach e VII margravio di Brandeburgo-Kulmbach |  |  |       |  |  |                                           |  |  |                                             |  |
|                                                           |                                              | Casimiro, VIII margravio di Brandeburgo-Kulmbach | Federico I, III margravio di Brandeburgo-Ansbach e VII margravio di Brandeburgo-Kulmbach |  |  |       |  |  |                                           |  |  |                                             |  |
|                                                           |                                              | Casimiro, VIII margravio di Brandeburgo-Kulmbach | Sofia di Polonia                                                                         |  |  |       |  |  |                                           |  |  |                                             |  |
| Maria di Brandeburgo-Kulmbach                             |                                              | Casimiro, VIII margravio di Brandeburgo-Kulmbach |                                                                                          |  |  |       |  |  |                                           |  |  |                                             |  |
|                                                           |                                              | Susanna di Baviera                               | Alberto IV, I duca di Baviera                                                            |  |  |       |  |  |                                           |  |  |                                             |  |
|                                                           |                                              | Susanna di Baviera                               | Alberto IV, I duca di Baviera                                                            |  |  |       |  |  |                                           |  |  |                                             |  |
|                                                           |                                              | Susanna di Baviera                               | Cunegonda d'Austria                                                                      |  |  |       |  |  |                                           |  |  |                                             |  |
|                                                           |                                              | Susanna di Baviera                               |                                                                                          |  |  |       |  |  |                                           |  |  |                                             |  |